# 민족농어업연구소
민족농어업연구소는 개방화시대에 날로 어려워지는 한국 농어업 여건을 극복하고 올바른 농어업정책 연구 목적으로 2003년 8월 19일 설립된 대한민국 농림수산식품부 소관의 사단법인이다. 사무실은 서울특별시 영등포구 여의도동 12-3, 신한B/D 8층에 있다.